# 维克托·埃斯特拉达
维克托·埃斯特拉达（西班牙語：Víctor Estrada，1971年10月28日—），墨西哥男子跆拳道运动员。他曾代表墨西哥参加2000年和2004年夏季奥林匹克运动会跆拳道比赛，其中2000年奥运会获得一枚铜牌。